# میان‌پرده‌های بانک و بانکداری (مجموعه تلویزیونی)
میان‌پرده‌های بانک و بانکداری یک مجموعه تلویزیونی محصول سال ۱۳۶۶ به کارگردانی محمدرضا پاسدار،  می‌باشد که از شبکه یک پخش شد. این مجموعه شامل تکه‌های نمایشی با موضوع بانک و بانکداری بود.

## بازیگران
- احمد مندوب هاشمی
- بصیرت ناظمی
- بهروز مقدم
- حامد هاشمی
- عباس محبوب
- گیتی قراگوزلو
- محمد شیری
- ناصر لقایی